# Тезеро
Тезеро (итал. Tesero) је насеље у Италији у округу Тренто, региону Трентино-Јужни Тирол.
Према процени из 2011. у насељу је живело 2281 становника. Насеље се налази на надморској висини од 1023 м.

## Становништво
Према резултатима пописа становништва 2011. у општини је живело 2.868 становника.
| 1931. | 1936. | 1951. | 1961. | 1971. | 1981. | 1991. | 2001. | 2011. |
| ----- | ----- | ----- | ----- | ----- | ----- | ----- | ----- | ----- |
| 2.346 | 2.217 | 2.285 | 2.426 | 2.543 | 2.520 | 2.551 | 2.617 | 2.868 |